# Laguna Negra
La Laguna Negra de Urbión, o simplement la Laguna Negra, és una llacuna d'origen glacial situada a la Sierra de Urbión al terme municipal de Vinuesa, a Castella i Lleó. Forma part del Parc Natural de la Laguna Negra i els Circs Glacials d'Urbión, declarat l'any 2010.

## Ubicació i accés
La Laguna Negra se situa al nord de la província de Sòria, en la part septentrional del Sistema Ibèric i és el cor de l'espai natural Sierra de Urbión, que té una superfície de 4.770 hectàrees i està situat al centre de la comarca de Pinares, dins dels termes municipals de Vinuesa, Covaleda i Duruelo de la Sierra.
El Pico de Urbión, amb els seus 2228 m d'altitud, és la màxima altura del parc, que s'estén per les vegues dels rius Duero, que neix prop del cim de l'Urbión, i Revinuesa. L'altitud mínima de la zona protegida és de 1300 m. La Laguna Negra es troba a 1753 m d'altitud.
Acompanyen a Laguna Negra altres llacunes del mateix origen com Laguna Helada i la Laguna Larga.
L'accés es realitza des de Vinuesa per la carretera de SO-830, que uneix aquesta localitat amb Montenegro de Cameros i La Rioja, per la vall del Revinuesa. Encara que és possible arribar en vehicle particular fins a ella, els mesos d'estiu i d'afluència de públic, solament es pot arribar caminant o en autobusos des de Vinuesa.

## Descripció
Segons expliquen les llegendes, la llacuna Negra no té fons. També diuen que es comunica amb el mar mitjançant coves i corrents subterranis. També diuen que hi ha un ésser que viu en el seu fons i que devora tot el que cau en ella. La llegenda més estesa, que posa l'accent en l'absència de fons, és la que va escriure Machado en 1912, La tierra de Alvargonzález. La realitat és que la seva profunditat màxima no supera els 8 metres (algunes veues diuen que 10 i 12 metres). El primer diumenge d'agost se celebra una Travessia nadant, en la qual els participants creuen la llacuna nadant.

### Vegetació
La vegetació que habita a la zona de la Laguna Negra és més típica del nord europeu que de la península ibèrica.
La vegetació aquàtica és molt similar a la d'altres llacunes de muntanya del nord peninsular com els ibons pirinencs. Està composta per petites plantes que van formant gespes en el fons i al costat de les quals creixen unes altres que emergeixen a la superfície o suren en ella.
En terra abunden diferents espècies d'arbres que pugnen per l'espai estan delimitats per l'altitud. Entre elles està el faig que crea un tancat sotabosc i creixen a altituds relativament baixes que comparteix amb el pi roig que és el rei del territori i forma grans boscos. El roure martinenc, el bedoll i l'àlber són espècies que tenen presència rellevant juntament amb la moixera de guilla, petit arbre que va conquistant les zones de matoll en els pendents, la qual cosa es veu completada pels arbusts com la retama i el bruc.

### Fauna
En l'aigua de la llacuna abunden la truita de riu i el barb, mentre que en terra es manté una molt rica varietat d'animals de tota classe des de cabirols i senglars, fins i tot algun llop, fins a cérvols i guineus. Els rosegadors i rèptils no falten. L'avifauna és abundant i en ella destaquen, per la seva grandària, els voltors lleonats que nien en el penya-segat rocós i les rapaces.

## En la literatura

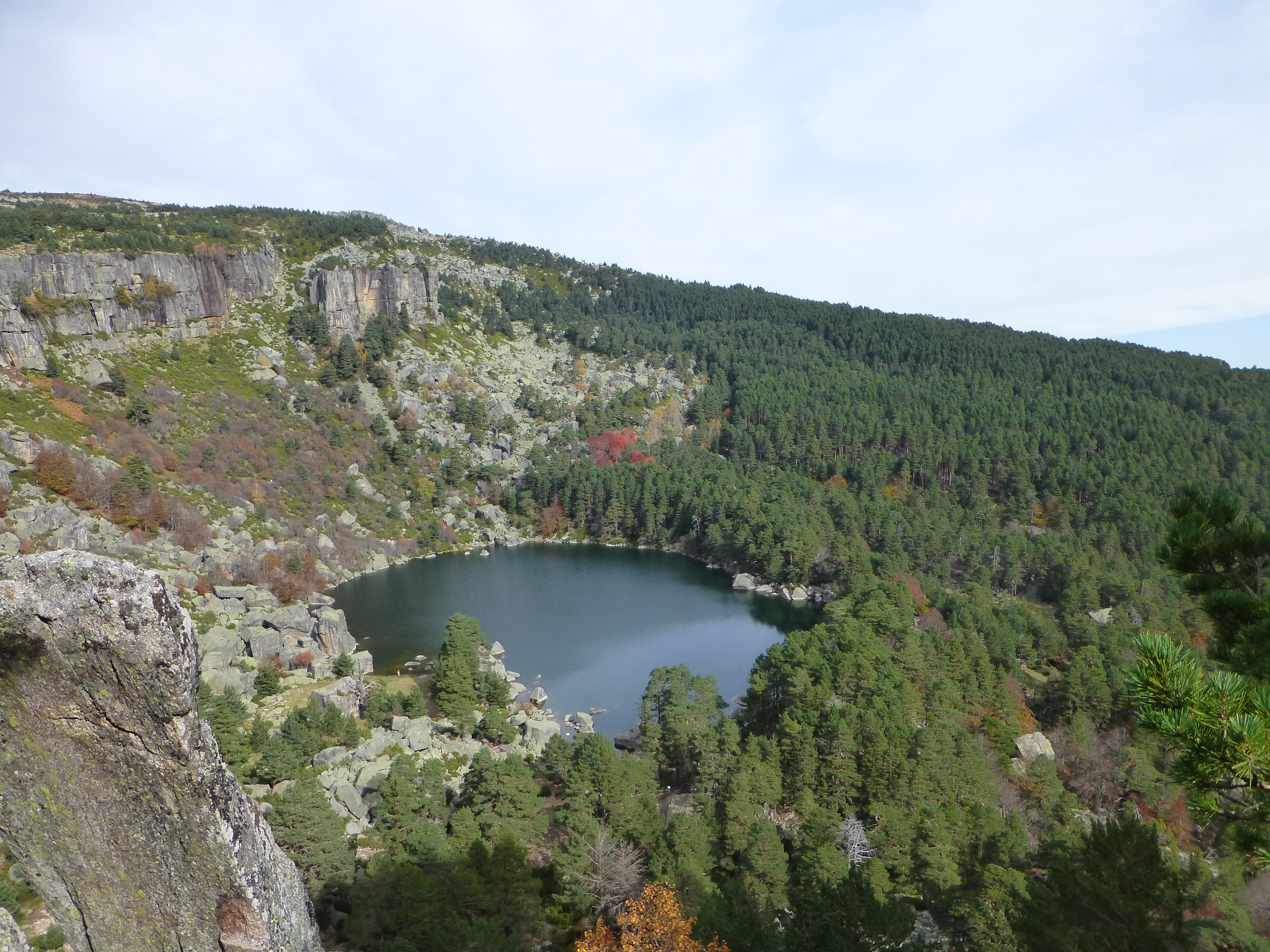
Laguna Negra de Urbión

La laguna Negra va adquirir notorietat en ser el paratge on Antonio Machado va situar la llegenda dels Hijos de Alvargonzález de l'obra La tierra de Alvargonzález.
Machado situa la història tràgica d'un parricidi en aquestes terres. En 1912 escriu la novel·la en prosa que versaria a l'abril d'aquest mateix any. Alvargonzález és assassinat per dos dels seus tres fills que tenen pressa per al cobrament de l'herència. La Laguna Negra és el lloc que trien per desfer-se del cadàver. El crim el paga un innocent que és condemnat al garrot i l'esposa del difunt, mare dels assassins, mor de pena. La seva avarícia té el pagament que no esperen en deixar de produir les terres. El germà emigrat, al seu retorn, compra part de les terres als seus altres germans i obté grans collites. Els remordiments corroeixen als assassins que acaben venent el que els queda i emigrant, en passar prop de la Laguna Negra, es perden en la nit i acaben en la seva aigües.
El relat en prosa va ser publicat en el número 9 de la revista Mundial de París el gener de 1912. El relat en vers forma part de la seva obra Campos de Castilla, que va escriure entre 1908 i 1912. És un romanç de 712 versos que ocupa prop de la meitat de l'obra i està dedicat a Juan Ramón Jiménez.
En aquests versos es descriu així la llacuna:
| « | Llegaron los asesinos hasta la Laguna Negra, agua transparente y muda que enorme muro de piedra, donde los buitres anidan y el eco duerme, rodea; agua clara donde beben las águilas de la sierra, donde el jabalí del monte y el ciervo y el corzo abrevan; agua pura y silenciosa que copia cosas eternas; agua impasible que guarda en su seno las estrellas. | » |

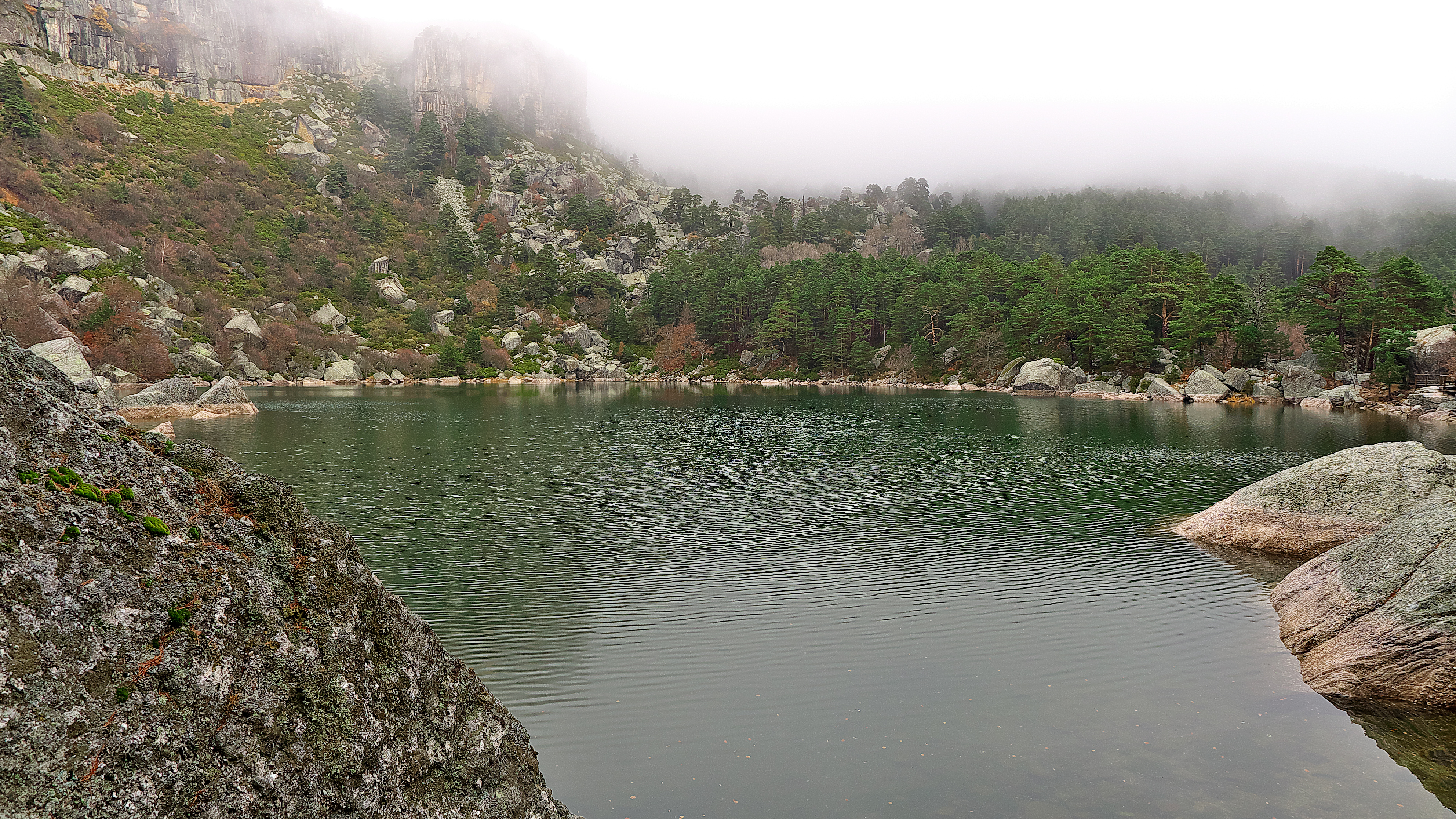
La Laguna Negra

La llegenda d'Antonio Machado va ser duta al cinema en la pel·lícula La laguna negra.